# Felix Draeseke
Felix Draeseke   (Coburg, 7 d'octubre de 1835 - Dresden, 26 de febrer de 1913) fou un compositor alemany.

## Biografia
Atret per la música de ben petit, va escriure la seva primera composició als 8 anys. No va trobar oposició en la seva família quan a l'adolescència declarà la intenció de convertir-se en músic professional.
Estudià literatura i música a Leipzig, on tingué entre d'altres professors a Kaspar Kummer, i exercí com a professor de música a Lausana, Múnic i Dresden successivament. Freqüentà l'amistat de Franz Liszt a Weimar. Finalment el 1880, fixà la residència a Suïssa als voltants de Lausana.
En retornar a Alemanya l'any 1886, Draeseke elegí Dresden com a lloc de residència. Tot i que continuava gaudint de d'èxit com a compositor, fins a l'any 1884 que no va rebre un nomenament oficial i amb ell una certa seguretat econòmica. El 1894, dos anys després del seu ascens a una càtedra en el Conservatori Reial de Saxònia, a l'edat de 58 anys es casà amb una ex alumna, Frida Neuhaus. En aquesta càtedra tingué molts alumnes entre ells la txeca Evelyn Faltis i, l'eslovac Leo Kestenberg i, els alemanys Paul Büttner, Carl Ehrenberg, Paul Scheinpflug, Johannes Rebicek, George Washington Pittrich, Hermann Ludwig Kutzschbach i Felix Gotthelf.
El 1912 completà el que seria el seu últim treball orquestral, la Quarta Simfonia.
El 26 de febrer de 1913, Draeseke sofrí un accident vascular cerebral i morí, fou soterrat en el cementiri Tolkewitz a Dresden.
Va ser un compositor molt original, coneixedor com pocs del contrapunt, però li feu mal la seva excessiva independència. Fidel imitador de Wagner en un principi, després aconseguí dominar la seva impetuositat, i compongué una música més adaptada a les seves aptituds. Com a musicògraf, se li deuen alguns articles notables publicats en el Neu Zietschrift für Musik, uns elements de contrapunt (Hannover, 1902), i un petit tractat sobre les modulacions (Leipzig, 1878). Compongué música de cambra, una simfonia (1868), tres obertures, concerts, oratoris, una missa solemne i les òperes següents, les quals assoliren força èxit: König Sigurd (1857), Gudrun (1884) Bertrand de Born (1894), Herrat (1879) i Merlin (1905).

## Crítica
Durant la seva vida, i en els anys immediatament posteriors a la seua mort, la música de Draeseke va ser altament considerada, fins i tot pels seus enemics musicals. Les seues obres eren interpretades sovint a Alemanya pels grans artistes de l'època, incloent-hi Hans von Bülow, Arthur Nikisch, Fritz Reiner i Karl Böhm. No obstant això, tal com von Bülow digué una vegada, Draeseke era un "harte Nuß" ("un pinyol massa dur per rosegar") i malgrat l'elevada qualitat de la seva música "mai no seria un músic popular". Draeseke podia mostrar-se extramadament crític, i això de vegades va restringir les seves relacions, amb l'exemple destacat del cas de Richard Strauss, de qui va atacar la seva òpera Salome en un pamflet titulat Die Konfusion in der Musik (1905)— cosa ben estranya perquè Draeseke era un mestre que havia influït molt en la música del jove Strauss.
La música de Draeseke va gaudir d'especial promoció durant el Tercer Reich, atenyent un lloc privilegiat al costat de l'obra d'Anton Bruckner, Max Reger i Louis Spohr en el gaudi de l'estima nazi. Després de la segona guerra mundial els canvis en les modes artístiques i en el clima polític van anar empenyent el seu nom vers l'oblit. Però al final del segle XX nous enregistraments han reviscolat l'interès en la seua música. Una audiència creixent sembla desenvolupar-se al voltant de la figura de Draeseke, i el fenomen es basa en la percepció de la seua música com posseïdora d'una individualitat, inventiva i integritat estilística que criden l'atenció.